# Strusiv, Terebovlea
Strusiv (în ucraineană Струсів) este localitatea de reședință a comunei Strusiv din raionul Terebovlea, regiunea Ternopil, Ucraina.

## Demografie
Componența lingvistică a localității Strusiv
     Ucraineană (99,33%)
     Alte limbi (0,67%)
Conform recensământului din 2001, majoritatea populației localității Strusiv era vorbitoare de ucraineană (99,33%), existând în minoritate și vorbitori de alte limbi.